# Manolis Papamakàrios
Emmanuïl «Manolis» Papamakàrios, (en grec Εμμανουήλ "Μανόλης" Παπαμακάριος), (Atenes, 26 d'agost de 1980), és un jugador de bàsquet  grec ja retirat. Amb 1,92 metres d'estatura, juga en la posició de base o escorta-aler.

## Trajectòria esportiva

### Professional
Va començar la seva carrera professional al Peristeri, on va jugar 6 temporades, la millor d'elles la 2002 - 03, en la qual va fer de mitjana 13,7 punts i 3,0 rebots per partit. El 2004 fitxà pel Makedonikos, amb el qual arriba a disputar la final de la Copa ULEB, on fou derrotat pel Lietuvos Rytas lituà per 78-74, aconseguint 12 punts en aquest partit.
El 2005 fitxà per l'Olympiacos, proclamant subcampió de la lliga grega en les tres temporades que hi disputà. En 2008 fitxà pel Panellinios BC, on hi passà 3 temporades, sortint a jugar fora del seu país per primera vegada el 2011, en fitxar pel Lagun Aro GBC de la lliga ACB.

### Internacional
Ha estat internacional amb la Selecció de bàsquet de Grècia en categories inferiors, aconseguint la medalla de bronze en l'europeu júnior de 1998.